# 开姆尼茨足球俱乐部
開姆尼茨足球俱乐部是位于德国萨克森州開姆尼茨的一家足球俱樂部。到目前为止，有1000个会员。
球队主场比赛通常会在格勒大街球场举行，球场最多可以容纳1万8千7百名球迷，历史上，球队的主场比赛曾在格勒大街球场和开姆尼茨体育中心举行，现在的开姆尼茨体育中心被球队用作准备比赛的训练基地。
球队历史上最大的成就是夺取了东德足球联赛1967年的冠军，以及打入了1989/90赛季欧洲足球联盟杯的八分之一决赛，只是惜败于尤文图斯。
德国球星邁克爾·巴拉克是开姆尼茨足球俱乐部在青少年足球培养工作中的闪亮一笔，巴拉克在東德時期曾出自於俱樂部的青訓，现在開姆尼茨足球俱乐部拥有德国足协授予的青少年足球训练中心，它可以为年轻球员提供在成为职业足球球员同时文化课学习。